# Hurricane Electric
Hurricane Electric (HE) ist ein globaler Tier-1-Carrier sowie Backbone-ISP mit Sitz in Fremont, CA, USA.
Bekannt wurde Hurricane Electric unter anderem für seinen IPv4 Exhaustion Counter, verschiedene Apps und Widgets, die anzeigen, wie viele IPv4-Adressen noch verfügbar sind, als auch für seinen Tunnelbroker, der kostenlos IPv6-Internetzugänge inklusive größerer IP-Netze verteilt.
Hurricane Electric wurde 1994 von Mike Leber als Garagenfirma gegründet und bietet IP-Transit, also den Anschluss anderer Provider an sein Backbone zum Zwecke des bezahlten Datenaustauschs, Webhosting, Hosting von dedizierten Servern sowie Colocation an.

## IP-Backbone
Hurricane Electric ist der Betreiber des weltweit größten IPv6-Backbones, gemessen an Traffic und Anzahl angeschlossener Autonomer Systeme. Das Backbone, das transatlantische und transpazifische Verbindungen beinhaltet und aus OC192- sowie optischen 10- und 100-Gbit-Ethernet-Verbindungen aufgebaut ist, ist laut Unternehmensangaben an über 290 großen Internetknoten sowie mehr als 9.600 Netzwerken auf der ganzen Welt angeschlossen und unterhält mehr als 31.000 BGP-Sessions.
Die Nummer des Autonomen Systems (AS) von Hurricane Electric ist 6939. Die Peering-Policy ist open, Traffic von anderen Providern, mit denen das HE-AS peert (zum Beispiel an Internetknoten) zu Kunden und andersherum wird also kostenfrei entgegengenommen und weitergegeben.

## Tunnelbroker
Hurricane Electric bietet seit längerer Zeit einen kostenfreien Tunnelbroker an, der sich vor allem an Entwickler und experimentierfreudige Administratoren richtet, die IPv6 schon vor der breiteren Einführung ausprobieren wollen. Dazu betreibt Hurricane Electric in vielen amerikanischen und einigen europäischen Städten Tunnelbroker-Server. Kunden erhalten auf Wunsch neben dem typischen /64-Netz ein /48-Netz.
Die Terms of Service schließen hierbei auch das kommerzielle Nutzen des Tunnels nicht aus.